# Kozí hůra (přírodní památka)
Kozí hůra je přírodní památka ve správních územích obcí Choťovice, Polní Chrčice a Žehuň v okrese Kolín ve Středočeském kraji. Chráněné území se skládá z pěti oddělených částí tvořených mozaikou širokolistých trávníků, dubohabřin a navazujících lesních porostů s výskytem okrotice bílé, lilie zlatohlavé a dalších vzácných druhů rostlin.

## Historie
Jednotlivé části chráněného území tvoří lesní porosty a zemědělská půda. V polovině dvacátého století měly lesy rozvolněný charakter s výmladkovým hospodařením a ve vzdálenější minulosti sloužily i k pastvě dobytka. Na zemědělské půdě se nacházely sady a louky, na kterých se však přestalo hospodařit, takže postupně zanikly. Jihozápadní část byla začleněna do obory Chrčická stráň s vysokou intenzitou pastvy, díky které ubývají náletové křoviny a nitrofilní druhy rostlin. Obora slouží k chovu daňka evropského a muflona evropského.
Chráněné území vyhlásil Krajský úřad Středočeského kraje v kategorii přírodní památka s účinností od 5. dubna 2017. Předmětem ochrany je mozaika širokolistých suchých trávníků, dubohabřin a navazujících lesních porostů.

## Přírodní poměry
Přírodní památka s rozlohou 17,35 hektaru leží v nadmořské výšce 218–264 metrů v katastrálních územích Choťovice, Polní Chrčice a Žehuň. Je rozdělena do pěti oddělených ploch, které se nachází na území evropsky významné lokality Kozí hůra. Dvě menší plochy se nachází na západním a jihovýchodním úpatí vrchu Kozí hůra severně od dálnice D11. Nejmenší část leží jižně od dálnice u ekoduktu Žehuň. Větší plocha je součástí obory poblíž Polních Chrčic a největší část leží na protilehlé straně obory jižně od Choťovic.

### Abiotické poměry
Geologické podloží tvoří turonské až coniacké slínovce a jílovce překryté pleistocenními štěrky a písky. Na nich se vyvinuly půdní typy pararendziny a hnědozemě. V geomorfologickém členění Česka přírodní památka leží ve Východolabské tabuli, konkrétně v podcelku Chlumecká tabule a okrsku Krakovanská tabule. Tu tvoří slabě rozčleněné staropleistocenní říční terasy Cidliny a Labe s nevýraznými kuestami. Vodní toky ani plochy v chráněném území nejsou.
V rámci Quittovy klasifikace podnebí přírodní památka leží v teplé oblasti T2, pro kterou jsou typické průměrné teploty −2 až −3 °C v lednu a 18–19 °C v červenci. Roční úhrn srážek dosahuje 550–700 milimetrů, počet letních dnů je 50–60, počet mrazových dnů se pohybuje mezi 100–110 a sněhová pokrývka zde leží průměrně 40–50 dnů v roce.

### Flóra

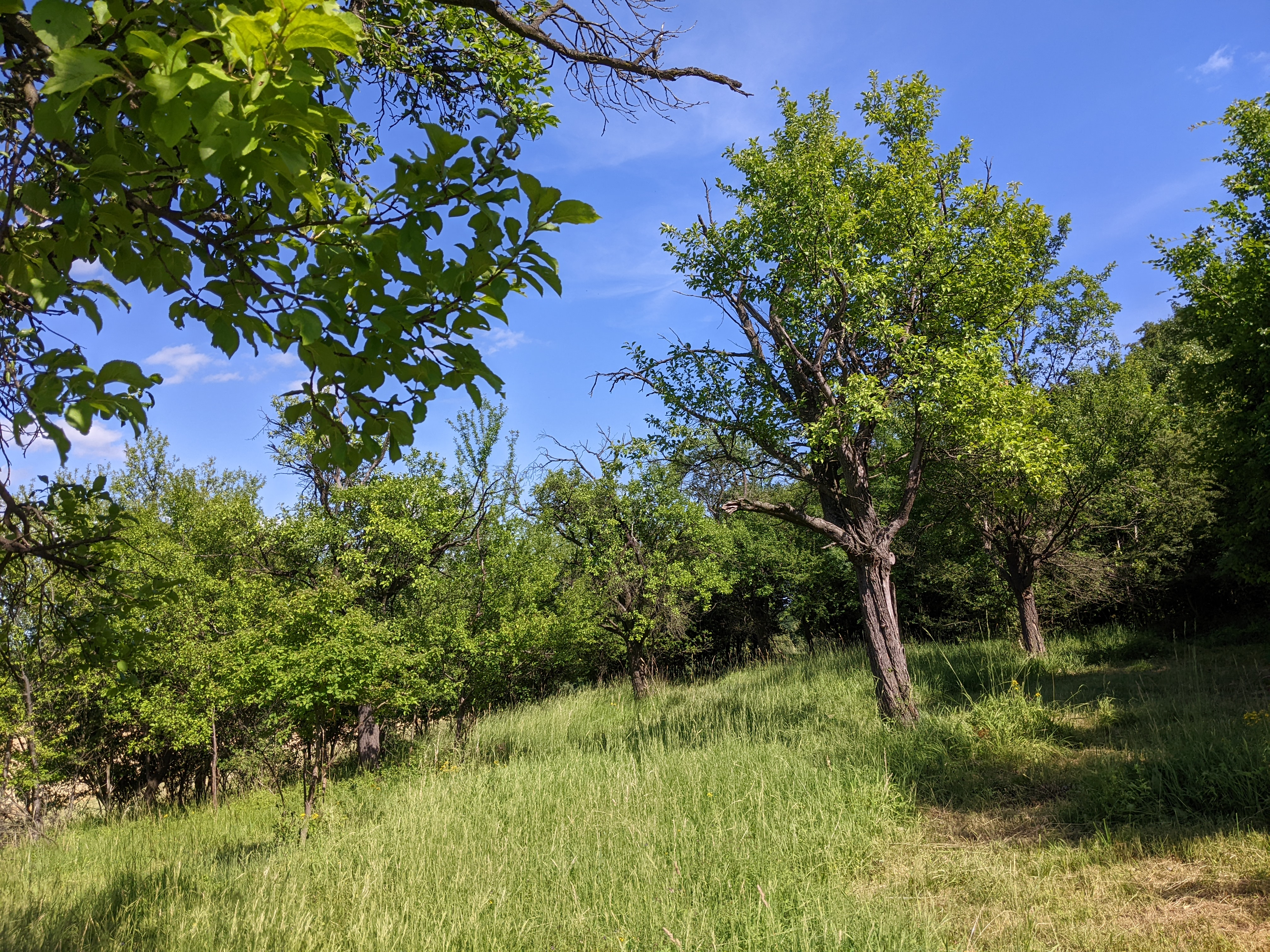
Rozvolněný porost u ekoduktu Žehuň jižně od dálnice D11

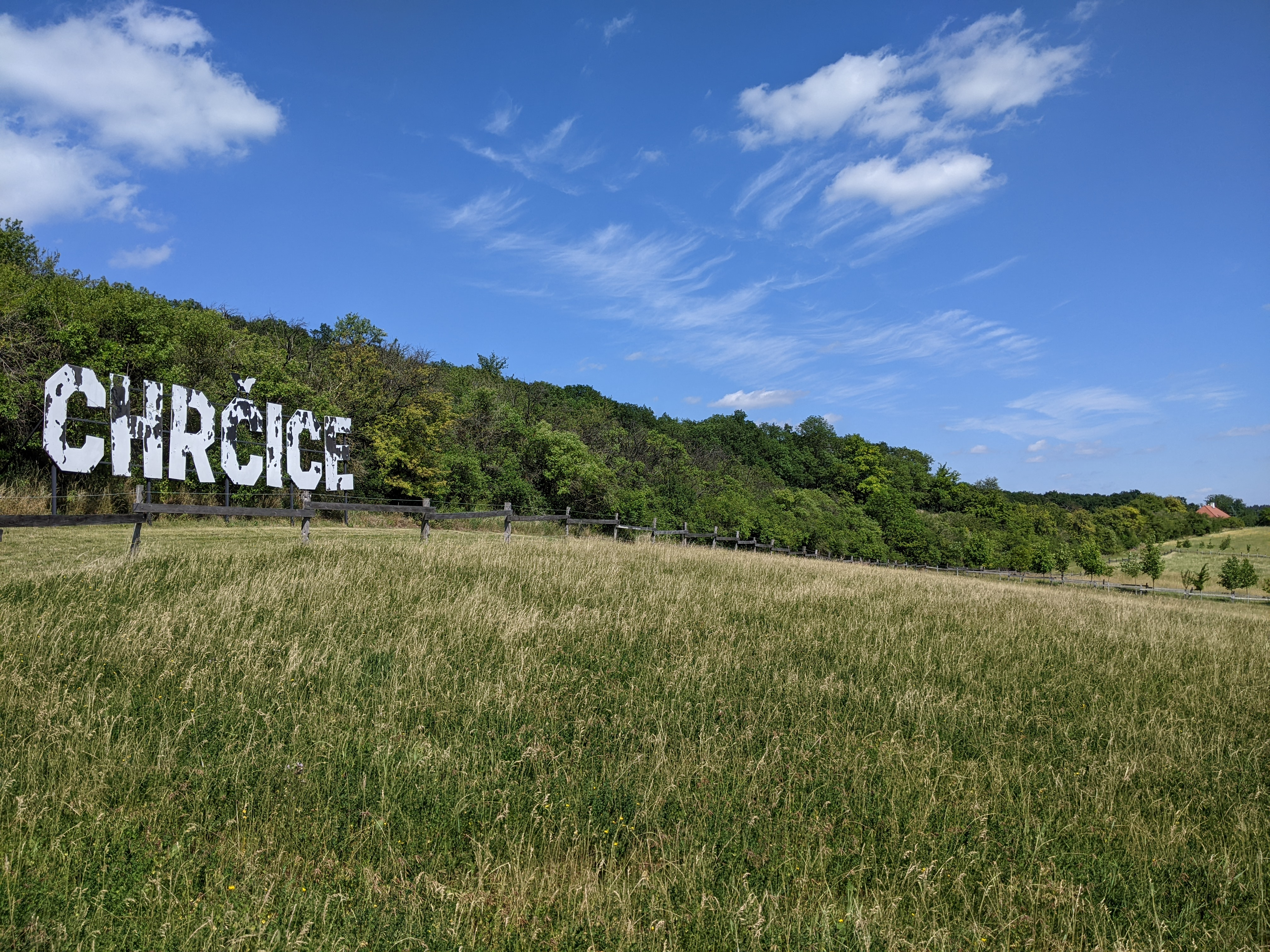
Okraj obory Chrčická stráň

Jádrem přírodní památky je trojice přírodních stanovišť. Z ní největší část tvoří dubohabřiny (30 %), v nichž roste především habr obecný (Carpinus betulus), dub zimní (Quercus petrea) s příměsí lípy srdčité (Tilia cordata). Dalšími cennými stanovišti jsou polopřirozené suché trávníky a facie křovin na vápnitých podložích (20 %) a staré acidofilní doubravy s dubem letním na písčitých pláních (20 %).
V lesních porostech, prosluněných hájích a na jejich okrajích roste kamejka modronachová (Aegonychon purpurocaeruleum), okrotice bílá (Cephalanthera damasonium), voskovka menší (Cerinthe minor), plamének přímý (Clematis recta), dymnivka bobovitá ( Corydalis intermedia), lilie zlatohlavá (Lilium martagon), bradáček vejčitý (Listera ovata), poloparazitický ochmet evropský (Loranthus europaeus), medovník meduňkolistý (Melittis melissophyllum), hlístník hnízdák (Neottia nidus-avis), vstavač nachový Orchis purpurea), smldník jelení (Peucedanum cervaria), vemeník dvoulistý (Platanthera bifolia), dub šípák (Quercus pubscens), čistec německý pravý (Stachys germanica subsp. germanica), jilm habrolistý (Ulmus minor) nebo vikev kašubská (Vicia cassubica). Na loukách, rozvolněných trávnících a jejich lemech se vyskytuje pcháč bezlodyžný pravý (Cirsium acaulon subst. acaulon), pcháč bělohlavý (Cirsium eriophorum), svízel sivý (Galium glaucum), svízel povázka (Galium mollugo), hořeček nahořklý pravý (Gentianella amarella subst. amarella), trličník brvitý (Gentianopsis ciliata), ledenec přímořský (Lotus maritimus), hadí jazyk obecný, smldník jelení a lněnka lnolistá (Thesium linophyllon).

### Fauna
Z ohrožených druhů živočichů byli v chráněném území zaznamenáni polník třezalkový (Agrilus hyperici), otakárek fenyklový (Papilio machaon) a ptáci ťuhýk obecný (Lanius collurio), slavík obecný (Luscinia megarhynchos) a vlaštovka obecná (Hirundo rustica).

## Přístup
Vrch Kozí hůra se nachází jižně od vsi Žehuň. Jižně od něj vede dálnice D11, která odděluje tři dílčí plochy u Polních Chrčic a jižně od Choťovic. V blízkosti tří nejmenších částí vede modře značená turistická trasa ze Žehuně do Polních Chrčic.